# Saint-Bresson (Haute-Saône)
Pour les articles homonymes, voir Saint-Bresson.
Saint-Bresson est une commune française située dans le département de la Haute-Saône, la région culturelle et historique de Franche-Comté et la région administrative Bourgogne-Franche-Comté.

## Géographie
Petite bourgade de Haute-Saône située au pied des Vosges. Dans une vallée verdoyante, arrosée par le Raddon, cernée par les prémices d'une montagne plantées de conifères et de feuillus.
Son altitude varie de 379 m aux Maires d'Avaux à 710 m au Bambois, près des Peugueux (commune de La Longine), au-dessus d'un chalet forestier.
Saint-Bresson est un village niché au pied du plateau des Mille étangs.

### Habitat
La commune dispose d'un habitat très dispersé et compte une trentaine de hameaux.
Outre le centre du village, les Maires d'Avaux, le Mont du Tronc, les Granges du Bois, les Prés Benons, Rovillers (Haut et Bas), la Corre, le Breuchot, les Mottots, les Chaudiney (Haut et Bas) et le Fahy sont les principaux hameaux habités.

### Hydrographie
Outre le ruisseau du Raddon, affluent du Breuchin, qui prend sa source sur le territoire communal à la Feigne Luret, près de la Lapoire, le ruisseau de la Rôge, affluent de la Lanterne, long de 21 km, prend également sa source à Saint-Bresson, non loin du Houssot.

### Climat
Pour des articles plus généraux, voir Climat de la Bourgogne-Franche-Comté et Climat de la Haute-Saône.
En 2010, le climat de la commune est de type climat de montagne, selon une étude du Centre national de la recherche scientifique s'appuyant sur une série de données couvrant la période 1971-2000. En 2020, Météo-France publie une typologie des climats de la France métropolitaine dans laquelle la commune est exposée à un climat semi-continental et est dans la région climatique  Lorraine, plateau de Langres, Morvan, caractérisée par un hiver rude (1,5 °C), des vents modérés et des brouillards fréquents en automne et hiver. 
Pour la période 1971-2000, la température annuelle moyenne est de 9,3 °C, avec une amplitude thermique annuelle de 17,3 °C. Le cumul annuel moyen de précipitations est de 1 613 mm, avec 14 jours de précipitations en janvier et 10,7 jours en juillet. Pour la période 1991-2020, la température moyenne annuelle observée sur la station météorologique de Météo-France la plus proche, « Val-D Ajol », sur la commune du Val-d'Ajol à 6 km à vol d'oiseau, est de 10,5 °C et le cumul annuel moyen de précipitations est de 1 575,5 mm. 
La température maximale relevée sur cette station est de 40 °C, atteinte le 25 juillet 2019 ; la température minimale est de −18,5 °C, atteinte le 20 décembre 2009,,. 
Les paramètres climatiques de la commune ont été estimés pour le milieu du siècle (2041-2070) selon différents scénarios d'émission de gaz à effet de serre à partir des nouvelles projections climatiques de référence DRIAS-2020. Ils sont consultables sur un site dédié publié par Météo-France en novembre 2022.

## Urbanisme

### Typologie
Au 1er janvier 2024, Saint-Bresson est catégorisée commune rurale à habitat très dispersé, selon la nouvelle grille communale de densité à sept niveaux définie par l'Insee en 2022.
Elle est située hors unité urbaine. Par ailleurs la commune fait partie de l'aire d'attraction de Luxeuil-les-Bains, dont elle est une commune de la couronne,. Cette aire, qui regroupe 41 communes, est catégorisée dans les aires de moins de 50 000 habitants,.

### Occupation des sols
L'occupation des sols de la commune, telle qu'elle ressort de la base de données européenne d’occupation biophysique des sols Corine Land Cover (CLC), est marquée par l'importance des territoires agricoles (50,3 % en 2018), une proportion sensiblement équivalente à celle de 1990 (50,7 %). La répartition détaillée en 2018 est la suivante : 
forêts (48,4 %), zones agricoles hétérogènes (29,9 %), prairies (19,3 %), milieux à végétation arbustive et/ou herbacée (1,3 %), terres arables (1 %). L'évolution de l’occupation des sols de la commune et de ses infrastructures peut être observée sur les différentes représentations cartographiques du territoire : la carte de Cassini (XVIIIe siècle), la carte d'état-major (1820-1866) et les cartes ou photos aériennes de l'IGN pour la période actuelle (1950 à aujourd'hui).

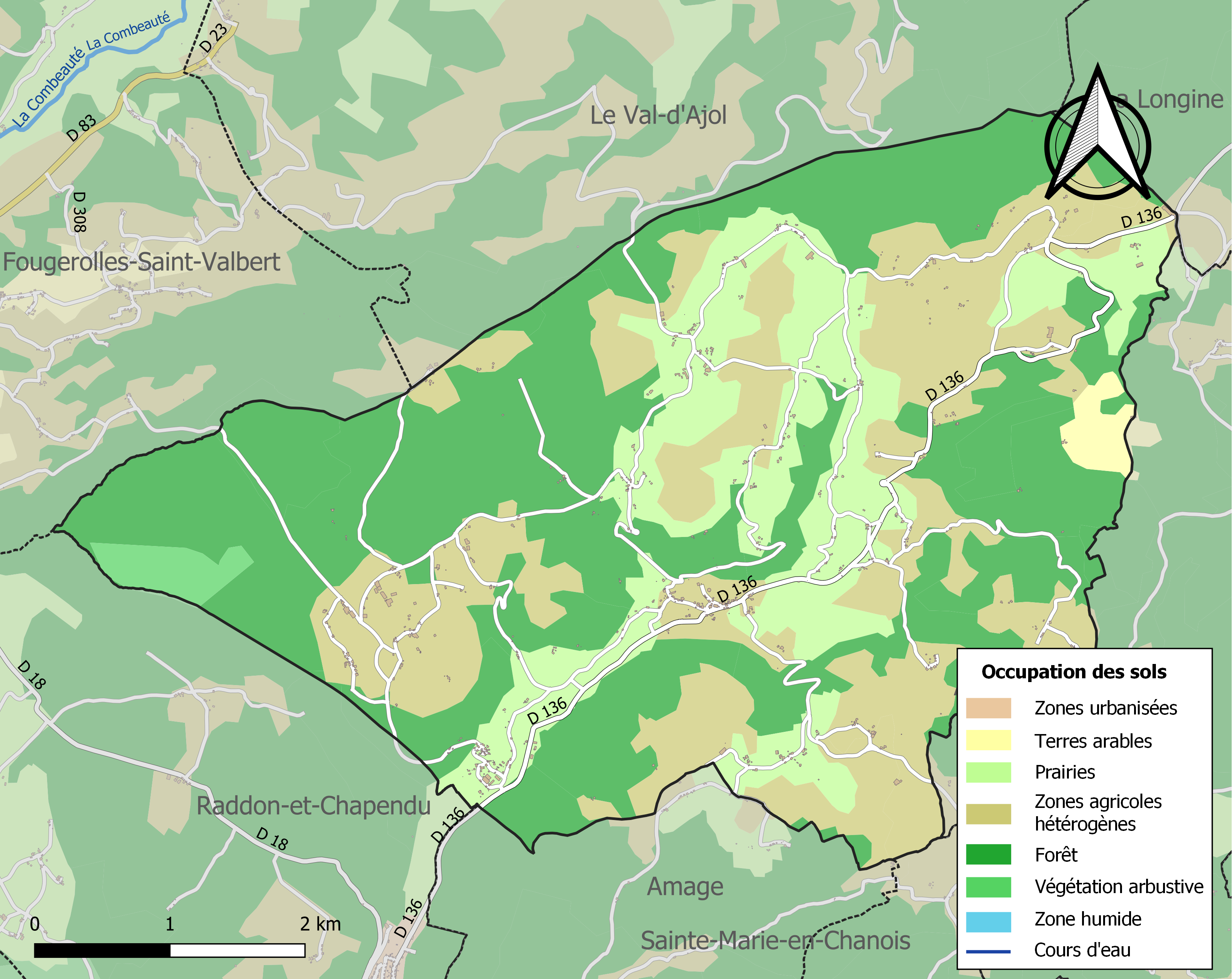
Carte des infrastructures et de l'occupation des sols de la commune en 2018 (CLC).

## Toponymie
Des sommets (summus en latin) on plonge dans la brêche (bresson en celte) ; voilà la vallée de Summus Bresson qui par déformation linguistique deviendra alors SimBresson[réf. nécessaire]. Les habitants cherchant un saint patron pour leur village adoptèrent alors saint Brice et baptisèrent leur village Saint-Bresson[réf. nécessaire].

## Histoire
Saint-Bresson, citée dès 1240, faisait alors partie de la terre abbatiale de Luxeuil. On y a exploité le plomb argentifère du XVe siècle au XVIIe siècle ; puis au XIXe siècle, un granit de qualité exceptionnelle.

## Économie

### Secteur primaire
Une grande partie de l'économie du village tourne autour du secteur primaire et de la vente de produits de la ferme (dont des produits issus de l'agriculture biologique).
Les domaines d'activité suivants sont également représentés dans le village (liste non exhaustive, à compléter) :
- une boulangerie - café ;
- scierie - traitement du bois - exploitation forestière ;
- informatique ;
- maçonnerie ;
- fermetures de bâtiment - vérandas.

De plus, le territoire de Saint-Bresson fait partie de l'aire de production du kirsch de Fougerolles, AOC depuis le 5 mai 2010.

### Tourisme
- Restauration
- Gîtes de France[15] et chambres d'hôtes.
- Chasse et pêche.

## Politique et administration

Carte départementale représentant en rouge la Communauté de communes du Pays de Luxeuil.

### Rattachements administratifs et électoraux
La commune fait partie de l'arrondissement de Lure du département de la Haute-Saône, en région Bourgogne-Franche-Comté. Pour l'élection des députés, elle dépend de la deuxième circonscription de la Haute-Saône.
La commune faisait partie depuis 1793 du canton de Faucogney-et-la-Mer. Dans le cadre du redécoupage cantonal de 2014 en France, la commune fait désormais partie du canton de Mélisey.

### Intercommunalité
La commune fait d'abord partie de la communauté de communes des mille étangs (CCME) créée fin 2002.
Dans le cadre des dispositions de la loi portant nouvelle organisation territoriale de la République (Loi NOTRe) du 7 août 2015, qui prévoit que les établissements publics de coopération intercommunale (EPCI) à fiscalité propre doivent avoir un minimum de 15 000 habitants (et 5 000 habitants en zone de montagnes), la commune rejoint la communauté de communes du Pays de Luxeuil (CCPLx) le 1er janvier 2017.

### Liste des maires
| Période           | Période                   | Identité                   | Étiquette | Qualité                                    |
| ----------------- | ------------------------- | -------------------------- | --------- | ------------------------------------------ |
| février 1806      |                           | Jean-Claude Sirveaux       |           |                                            |
| 25 décembre 1815  |                           | Pierre Joseph Brosse       |           |                                            |
| 16 février 1830   |                           | Jean-François Ballet       |           |                                            |
| 29 septembre 1830 |                           | François Xavier Sirveaux   |           |                                            |
| 16 septembre 1837 |                           | Deile Huguel               |           |                                            |
| 14 mai 1871       |                           | François Grosjean          |           |                                            |
| 12 novembre 1871  |                           | Victor Galmiche            |           |                                            |
| 26 mars 1874      |                           | Modeste Galmiche           |           |                                            |
| 30 mars 1876      |                           | Modeste Bellefleur         |           |                                            |
| 23 janvier 1881   |                           | Alexandre Domange          |           |                                            |
| 18 mai 1884       |                           | Victor Galmiche            |           |                                            |
| 20 mai 1888       |                           | Joseph Courroye            |           |                                            |
| 15 mai 1892       |                           | Constant Grosjean          |           |                                            |
| 20 mai 1896       |                           | Louis Helle                |           |                                            |
| 17 mai 1908       |                           | Auguste Olivier            |           |                                            |
| 17 mai 1912       |                           | Louis Helle                |           |                                            |
| 4 décembre 1919   |                           | Félix Duchamplecheval      |           |                                            |
| 14 mai 1925       |                           | Joseph Duchanoy            |           |                                            |
| 12 mai 1929       |                           | Charles Duchanoy           |           |                                            |
| 27 avril 1933     |                           | Victor Pinot               |           |                                            |
| 23 août 1936      |                           | Georges Beluche            |           |                                            |
| 15 août 1937      |                           | Emile Vançon               |           |                                            |
| mai 1945          |                           | Charles Menigoz            |           |                                            |
| 1965              | 1998                      | Pierre Duchanoy            |           |                                            |
| juin 1998         | novembre 2012             | Gérard Humbert (1945-2012) |           | Commercial Décédé en cours de mandat       |
| décembre 2012     | En cours (au 28 mai 2020) | André Dirand (né en 1959)  |           | Agriculteur Réélu pour le mandat 2020-2026 |

## Population et société

### Démographie
L'évolution du nombre d'habitants est connue à travers les recensements de la population effectués dans la commune depuis 1793. Pour les communes de moins de 10 000 habitants, une enquête de recensement portant sur toute la population est réalisée tous les cinq ans, les populations de référence des années intermédiaires étant quant à elles estimées par interpolation ou extrapolation. Pour la commune, le premier recensement exhaustif entrant dans le cadre du nouveau dispositif a été réalisé en 2006.

En 2022, la commune comptait 420 habitants, en évolution de −4,11 % par rapport à 2016 (Haute-Saône : −1,4 %, France hors Mayotte : +2,11 %).
| 1793  | 1800  | 1806  | 1821  | 1831  | 1836  | 1841  | 1846  | 1851  |
| ----- | ----- | ----- | ----- | ----- | ----- | ----- | ----- | ----- |
| 1 912 | 1 864 | 1 940 | 2 045 | 2 431 | 2 161 | 2 167 | 2 157 | 2 208 |

| 1856  | 1861  | 1866  | 1872  | 1876  | 1881  | 1886  | 1891  | 1896  |
| ----- | ----- | ----- | ----- | ----- | ----- | ----- | ----- | ----- |
| 1 981 | 1 920 | 1 957 | 1 871 | 1 807 | 1 712 | 1 601 | 1 553 | 1 436 |

| 1901  | 1906  | 1911  | 1921  | 1926  | 1931  | 1936  | 1946  | 1954  |
| ----- | ----- | ----- | ----- | ----- | ----- | ----- | ----- | ----- |
| 1 392 | 1 434 | 1 339 | 1 187 | 1 159 | 1 120 | 1 092 | 1 005 | 1 010 |

| 1962 | 1968 | 1975 | 1982 | 1990 | 1999 | 2006 | 2011 | 2016 |
| ---- | ---- | ---- | ---- | ---- | ---- | ---- | ---- | ---- |
| 775  | 703  | 601  | 523  | 451  | 408  | 433  | 466  | 438  |

| 2021 | 2022 | - | - | - | - | - | - | - |
| ---- | ---- | - | - | - | - | - | - | - |
| 423  | 420  | - | - | - | - | - | - | - |

### Manifestations culturelles et festivités
- La foire agricole de Saint-Bresson, réminiscence d'une foire médiévale, dont la 35e édition a eu lieu en octobre 2016, attire chaque année des milliers de visiteurs[25].

- Le rallye pédestre du comité des fêtes de Saint-Bresson, dont la 40e édition a eu lieu le 7 août 2016[26].

- Portes ouvertes au jardin floral, aménagé dans l'ancien presbytère, dont la 12e édition a eu lieu en juillet 2016[27].

## Culture locale et patrimoine

### Lieux et monuments

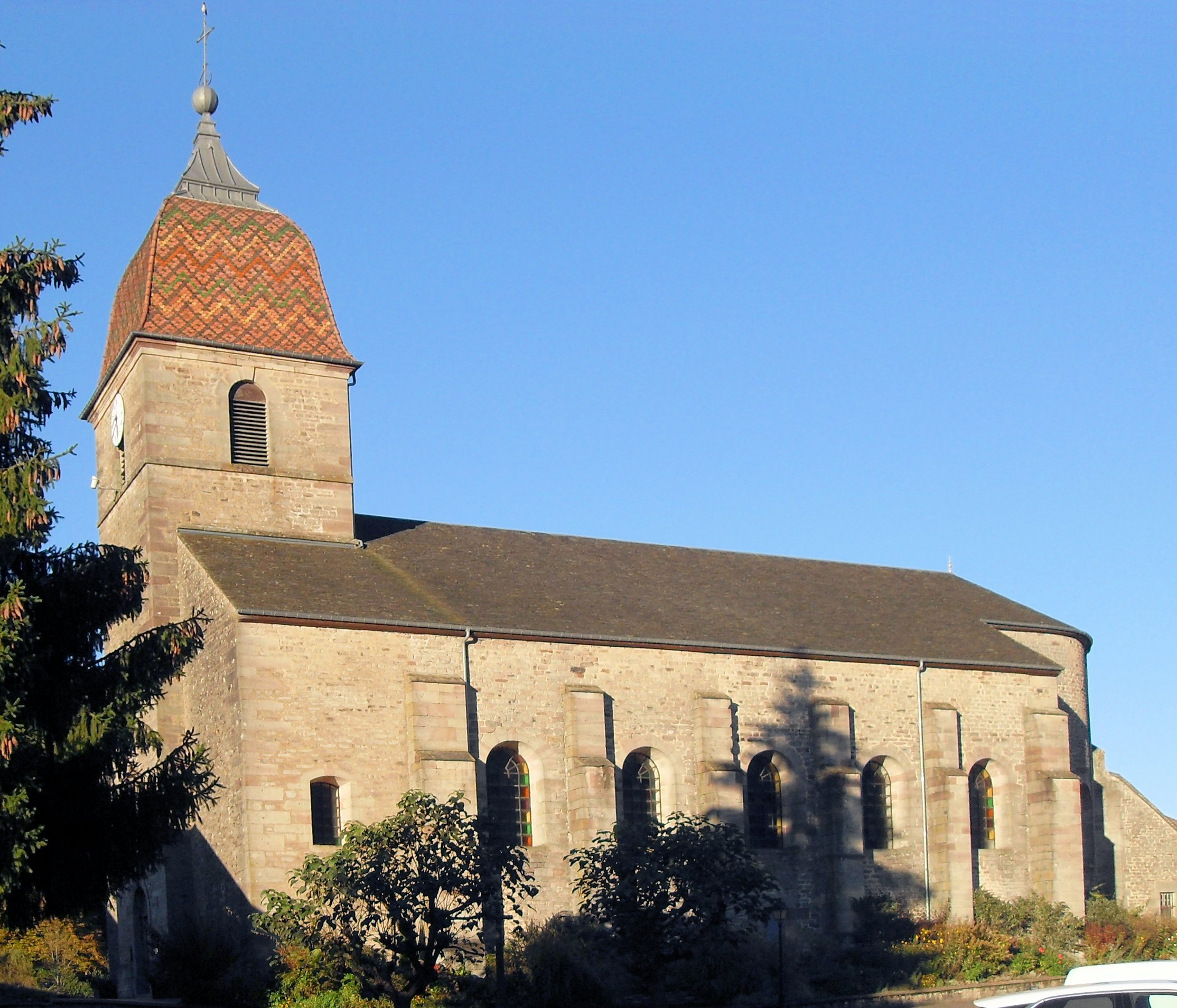
Église Saint-Brice.

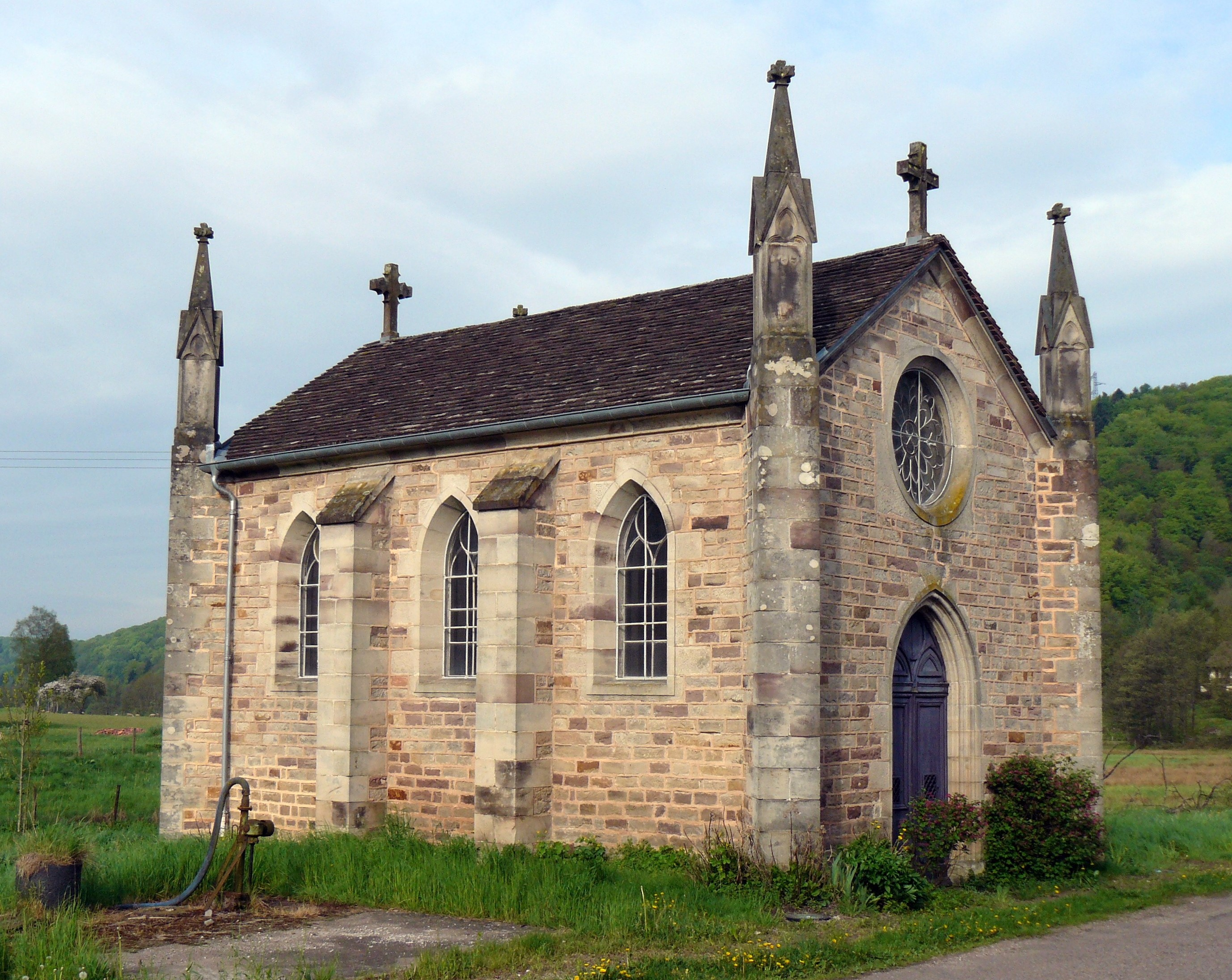
Chapelle Saint-Brice.

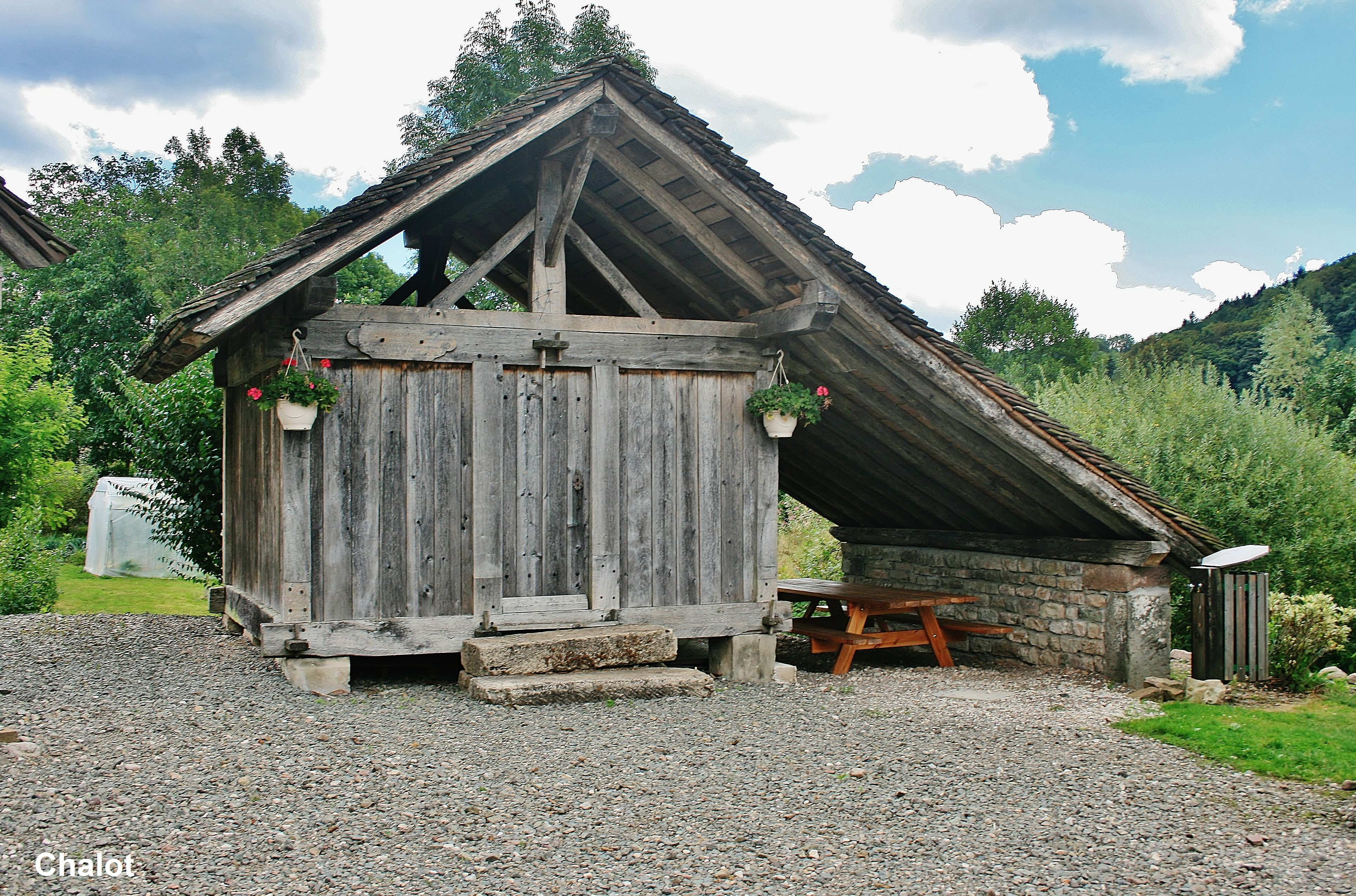
Chalot de Saint-Bresson.

- L'église Saint-Brice a été reconstruite au XVIIIe siècle. Représentative de l'église-halle, cette église, précédée d'un clocher-porche coiffé d'une toiture à l'impériale, se compose d'une nef à trois vaisseaux de cinq travées séparée par une double rangée de colonnes, d'un chœur d'une travée fermé par une abside demi-circulaire, le tout couvert de voûtes d'arêtes avec arcs-doubleaux retombant sur des colonnes et demi-colonnes d'ordre toscan.
- La chapelle Saint-Brice, de style néogothique, date du XIXe siècle. Il existait, à Saint-Bresson, une très ancienne chapelle dédiée à saint Brice. Lors d’une épidémie de choléra, le curé Cardot a fait vœu à saint-Brice de réparer la chapelle si le choléra ne revenait pas. Les travaux ont été terminés en mars 1856.
- La chapelle de Pierrot d'Toto, qui date de la fin du XIXe siècle et édifiée par Pierre Grosgean au Granges du Bois. Elle est dédiée à la Vierge pour la remercier de la naissance de sa fille Marie-Joseph en 1866, après avoir perdu de nombreux enfants en bas âge. Pierre était le fils d'un dénommé Toto d'où Pierrot d'Toto[28].
- Les chalots : « le chalot est une dépendance de la ferme. Cette annexe est utilisée comme grenier pour la conservation du grain, de l'alcool, de la nourriture et des trésors de la famille. C'est une construction réalisée tout en bois. Sa structure en chêne est assemblée par tenons et mortaises, que l'on remplit par d'épaisses planches en sapin, ce qui permet à la construction d'être complètement démontable. La couverture de la caisse est composée d'une charpente en chêne recouverte de laves en grès[29]. »  Au hameau de La Corbière, un chalot porte la date de 1666[30].
- Moulin Galmiche, au lieu-dit les Prés Benons. Petit moulin paysan typique de la région (du début du XIXe siècle), encore en place[31].
- Ancienne usine des Maires d'Avaux (papeterie, filature, fabrication de casseroles) : une papeterie est attestée avant 1726. Reconstruite et agrandie vers 1770, elle est louée en 1779 à Pierre-Benoît Desgranges[32]. La papeterie est achetée à la Révolution française par la famille Desgranges. La moitié de la production, destinée à l'imprimerie, était acheminée à Paris (principal fournisseur du journal officiel Le Moniteur). Une seconde papeterie est établie en 1826 dans la commune voisine de Raddon-et-Chapendu, dans le moulin dit du Breuil. La société en nom collectif Desgranges est créée en 1837. La papeterie décline au milieu du XIXe siècle. Léopold et Charles Desgranges demandent, en mai 1860, l'autorisation de transformer leur établissement en filature de coton. Une vaste demeure patronale est construite dans la seconde moitié du XIXe siècle, elle est inaugurée en 1863. En 1898, la société en commandite prend pour nom Adrien Desgranges et Cie, avant d'être transformée en société anonyme en 1921 sous l'appellation Société des Ets Desgranges et Cie. À la fin des années 1930, l'entreprise mulhousienne dénommée Société Anonyme d'Industrie Cotonnière (anciens Ets Vaucher) devient majoritaire dans la société. La filature est modernisée après la Seconde Guerre mondiale. L'installation en 1961 de nouveaux continus à filer, de marque Comelor (entreprise de Fougerolles), n'empêche pas la fermeture du site en décembre de la même année. Les bâtiments sont achetés par la société allemande Battenfeld, utilisés quelques années, puis investis par une éphémère société de fabrication de casseroles. Finalement acquis par la société Kiener (de Lure), les bâtiments ont été progressivement démantelés pour certains, vendus et convertis en logements pour d'autres. La cheminée a été abattue au début des années 1970. Une vaste demeure, ayant servi de logement patronal du temps de la papeterie, a été détruite en 1995[33].
- Anciennes mines de plomb argentifère de la Grande Forêt et Petite Forêt exploitées du XVe siècle au XVIIe siècle. Les anciennes mines servent aujourd'hui de refuge à une faune et une flore originales : chiroptères, salamandres, araignées, champignons. Une hutte et une fonderie ont été construites en 1574. Saint-Bresson devient, à cette époque, le centre vital de l'ensemble des mines de la seigneurie de Faucogney[34].
- Ancien Etang de Plafin (15 ha) : digue rompue par les habitants. Lors de sa vidange, ils craignaient les inondations jusqu'à 10 km en aval. Aujourd'hui, une tourbière s'y est installée. L'ancienne digue se devine encore. Panneau explicatif sur place, situé sur la Route des Chalots.
- Circuits découvertes.
  - pédestres : circuit de Découverte[35], circuit de la Croix des danses[36], circuit de Béviau[37].
  - VTT : circuit des Grandes fontaines[38], circuit Les Peugueux[39].

### Personnalités liées à la commune

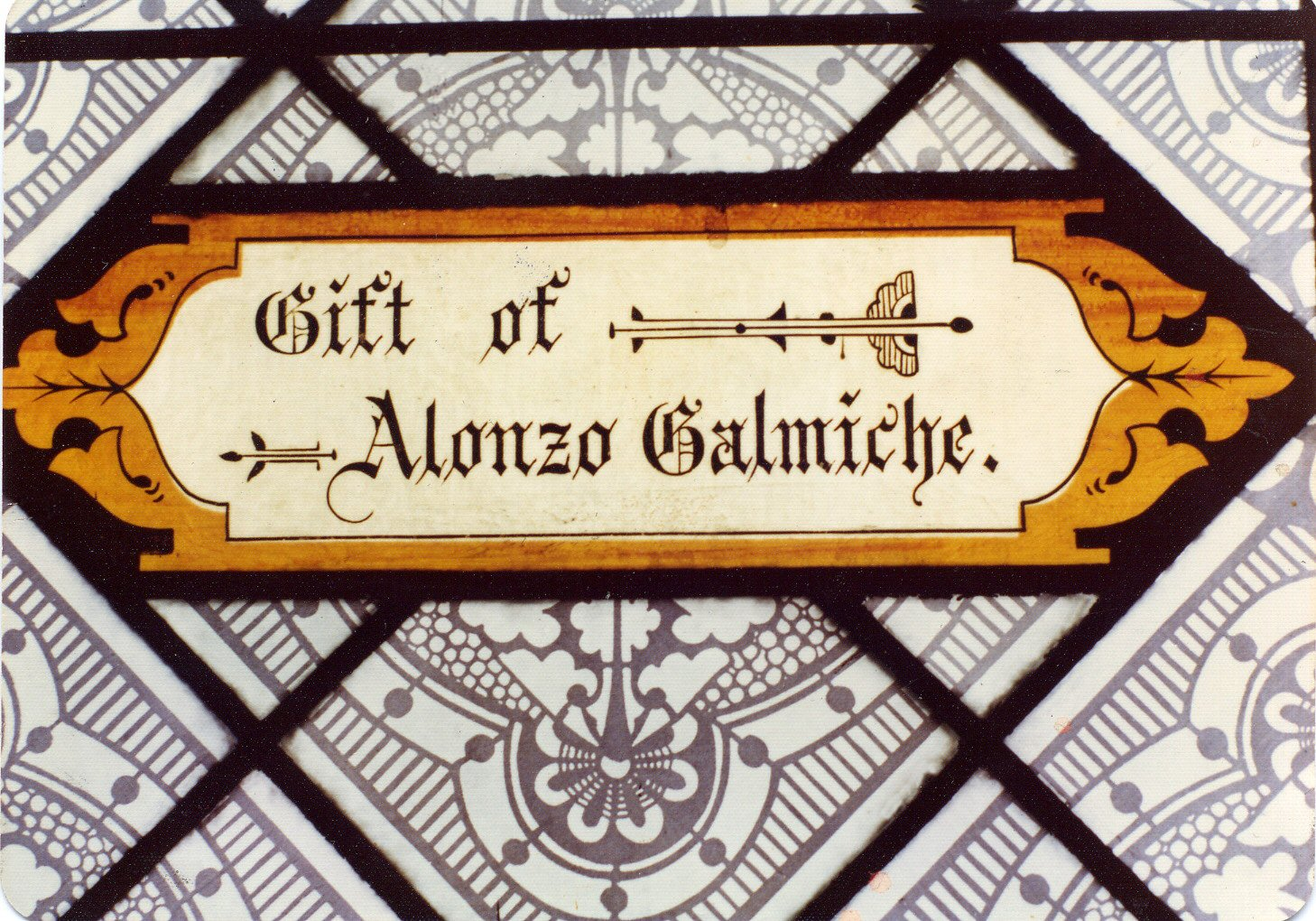
Vitrail de l'église de Frenchtown en Pennsylvanie, offert par Claude Galmiche.

- Édouard Yrondy et son fils Pierre Yrondy y vécurent.
- Christian Décamps, leader du groupe Ange, y possède une maison.
- Félix Desgranges, né en 1860 à Paris et mort à Saint-Bresson en 1942 (aux Maires-d'Avaux), artiste peintre, fut élève du peintre Gérôme de Vesoul, ami du peintre René-Xavier Prinet.
- Nicolas Galmiche, né à Saint-Bresson en 1785 et mort en Pennsylvanie en 1851. Premier de la lignée des Galmish de Pennsylvanie dont Claude dit Alonzo[40].